# Rio Arpadia (Bărbat)
O Rio Arpadia é um rio da Romênia afluente do rio Bărbat, localizado no distrito de Hunedoara.